# Домброва (гміна Нове-Място-над-Пилицею)
Домброва (пол. Dąbrowa) — село в Польщі, у гміні Нове-Място-над-Пилицею Груєцького повіту Мазовецького воєводства.
Населення — 82 особи (2011).
У 1975-1998 роках село належало до Радомського воєводства.

## Демографія
Демографічна структура станом на 31 березня 2011 року:
|          | Загалом | Допрацездатний вік | Працездатний вік | Постпрацездатний вік |
| -------- | ------- | ------------------ | ---------------- | -------------------- |
| Чоловіки | 45      | 7                  | 31               | 7                    |
| Жінки    | 37      | 5                  | 21               | 11                   |
| Разом    | 82      | 12                 | 52               | 18                   |